# Meint Wiegersma

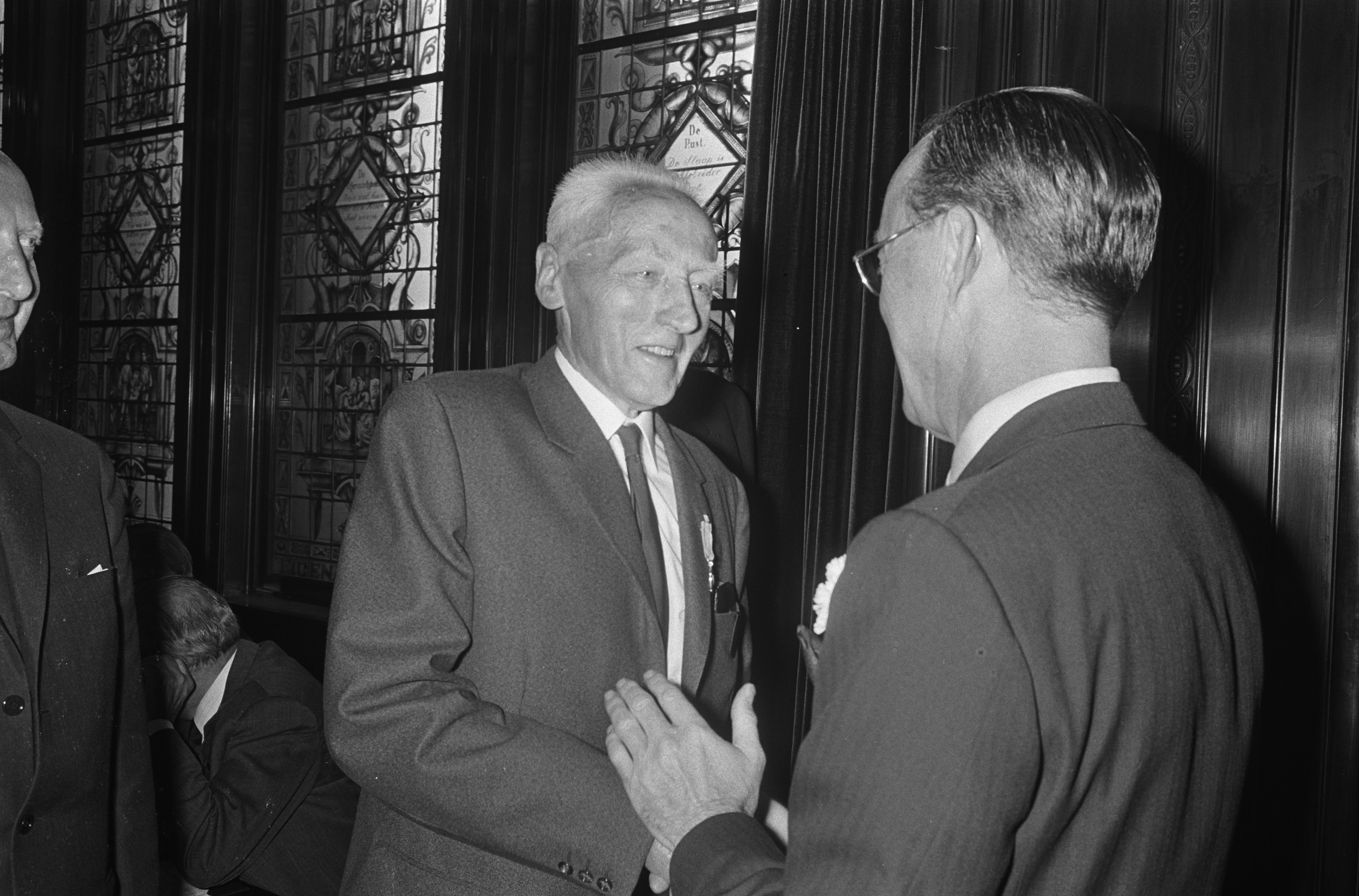
Meint Wiegersma krijgt Zilveren Anjer (1967)

Meint Wiegersma (Bovenknijpe, 6 december 1888 – Oranjewoud, gemeente Heerenveen, 30 april 1984) was een Nederlands leraar biologie en aardrijkskunde.
Hij was zoon van Froukje van der Mei en arbeider Sies Wiegersma. Hijzelf was getrouwd met Harmina Glasz. Glasz was medeoprichter van het koor Frysia Cantat en penningmeester van de Nederlandse Vereniging voor Huisvrouwen, afdeling Drachten. Dochter Alie Elizabeth Wiegersma (Smaalders; 1923-2018) genoot na een studie aan Carnegie Mellon University en Universiteit van Californië - Los Angeles enige bekendheid in de Verenigde Staten als vertaalster van het Fries en Nederlands naar het Engels.
Hij kreeg een opleiding tot leraar. Hij begon na het afronden van zijn studie aan een lange loopbaan als leraar. Hij was achtereenvolgend meester in Scharsterbrug (1908) en schoolhoofd in Hoorn op Terschelling (1911-1919); daar was hij ook leraar aan de Zeevaartschool. Zijn langste tijd bracht hij door als leraar aan de rijkshogereburgerschool (het latere Drachtster Lyceum in Drachten (1919-1953); dit combineerde hij met het leraarschap aan het Gymnasium van Assen (1914-1944). 
In zijn tijd ontlook zijn belangstelling voor natuur en landschap, specifiek gericht op provincie Friesland. Hij combineerde het met de belangstelling voor Friese taal en geschiedenis. Dit leidde tot zijn voorzitterschap van de Vereniging voor Volksontwikkeling van Friesland. Het verheffen van het volk vond hij ook terug in functie als voorzitter van de openbare leeszaal en bibliotheek (Vereniging Openbare Leeszalen in Friesland); betrokkenheid bij de streekmuseum etc. Andere functies waren die van oprichter (1929-1930) en (ere)voorzitter van It Fryske Gea (1930-1965), bestuurslid Fryske Akademy (gecombineerd in uitgave Hoe ûntstie it Fryske Gea) , redacteur It Beaken, Bond Heemschut, Friese commissie Stad en Dorp en Vereniging tot Behoud van Natuurmonumenten.   
Hij werd in 1967 in Amsterdam met enige schroom onderscheiden met de Zilveren Anjer, terwijl hij zich toen juist terugtrok uit het openbare leven. Hij was voorts in 1946 benoemd officier in de Orde van Oranje-Nassau.
Hij overleed op 95-jarige leeftijd; hij woonde toen al jaren in de serviceflat Oranjewoud in Heerenveen. Hij werd gecremeerd op Begraafplaats Goutum.